# تل ووترشيب داون (رواية)
تل ووترشيب داون (بالإنجليزية: Watership Down) هي رواية خيالية للكاتب الإنجليزي ريتشارد آدامز، نشرت عام 1972، لأول مرة عن دار نشر ركس كولينغز.

## روابط خارجية
- تل ووترشيب داون على موقع الموسوعة البريطانية (الإنجليزية)